# Dave McPherson
Dave McPherson (28 de janeiro de 1964) é um ex-futebolista escocês.

## Carreira
Dave McPherson competiu na Copa do Mundo FIFA de 1990, sediada na Itália, na qual a seleção de seu país terminou na 18º colocação dentre os 24 participantes.